# Valentine Moghadam
Valentine M. Moghadam (Teheran, 1952) è una sociologa iraniana.
Le sue aree di studio riguardano la globalizzazione, le rivoluzioni e i movimenti sociali, le reti transnazionali femministe e la relazione fra il genere, lo sviluppo e la democratizzazione nel Medio Oriente e Nord Africa.
È professoressa di sociologia e affari internazionali alla Northeastern University di Boston.

## Biografia
Ha studiato scienze politiche e storia all'università di Waterloo in Canada e ha conseguito un master e poi un dottorato di ricerca in sociologia alla American University.
Dal 1990 al 1995 ha coordinato il programma di ricerca sulle donne e lo sviluppo all'istituto di ricerca WIDER dell'università delle Nazioni Unite a Helsinki, in Finlandia. Dal 2007 al 2011 ha insegnato all'Università Purdue.
È membro fondatore nonché ex-presidente dell'Association for Middle East Women's Studies.
Nel 2006 il suo libro Globalizing Women: Transnational Feminist Networks ha vinto il Premio Victoria Schuck per il miglior libro sulle donne e la politica.

## Opere
- Valentine Moghadam. Modernizing Women: Gender and Social Change in the Middle East, 2013, ISBN 978-1-58826-909-6
- Valentine Moghadam. Globalization and Social Movements: Islamism, Feminism, and the Global Justice Movement, 2012, ISBN 978-1442214187
- Valentine Moghadam. Globalizing Women: Transnational Feminist Networks, 2005, ISBN 0801880246
- Valentine Moghadam. Women, Work, and Economic Reform in the Middle East and North Africa, 1998, ISBN 978-1-55587-785-9